# Ray Parlour
Raymond Parlour, detto Ray (Romford, 7 marzo 1973), è un ex calciatore inglese, di ruolo centrocampista.
In carriera ha vestito le maglie di Arsenal, Middlesbrough e Hull City.
Dopo il ritiro del 2007 è divenuto un commentatore tecnico per la televisione e per le stazioni radio BBC Radio 5 Live e Talksport e anche un giocatore di poker professionista.

## Carriera
Ha giocato quattordici stagioni nell'Arsenal. Il suo ingresso nelle giovanili è avvenuto nel 1989, mentre il debutto con la prima squadra dei Gunners è datato 29 gennaio 1992, durante una partita persa per 2-0 contro il Liverpool. È stato poco impiegato per alcuni anni.
Con il tecnico Arsène Wenger fa parte stabilmente nell'undici titolare, come centrocampista esterno destro o centrale.
Torna all'attività agonistica nella stagione 2012-2013, ingaggiato dalla società semiprofessionistica inglese del Wembley.

## Statistiche

### Presenze e reti nei club
| Stagione             | Squadra              | Campionato           | Campionato | Campionato | Coppe nazionali | Coppe nazionali | Coppe nazionali | Coppe continentali | Coppe continentali | Coppe continentali | Altre coppe | Altre coppe | Altre coppe | Totale | Totale |
| Stagione             | Squadra              | Comp                 | Pres       | Reti       | Comp            | Pres            | Reti            | Comp               | Pres               | Reti               | Comp        | Pres        | Reti        | Pres   | Reti   |
| -------------------- | -------------------- | -------------------- | ---------- | ---------- | --------------- | --------------- | --------------- | ------------------ | ------------------ | ------------------ | ----------- | ----------- | ----------- | ------ | ------ |
| 1991-1992            | Arsenal              | FD                   | 6          | 1          | FACup+CdL       | 0+0             | 0               | CC                 | 0                  | 0                  | CS          | 0           | 0           | 6      | 1      |
| 1992-1993            | Arsenal              | PL                   | 21         | 1          | FACup+CdL       | 4+4             | 1+0             | -                  | -                  | -                  | -           | -           | -           | 29     | 2      |
| 1993-1994            | Arsenal              | PL                   | 27         | 2          | FACup+CdL       | 3+2             | 0               | CdC                | 0                  | 0                  | CS          | 0           | 0           | 32     | 2      |
| 1994-1995            | Arsenal              | PL                   | 20         | 0          | FACup+CdL       | 2+5             | 0               | CdC                | 8                  | 0                  | SU          | 1           | 0           | 46     | 0      |
| 1995-1996            | Arsenal              | PL                   | 22         | 0          | FACup+CdL       | 0+4             | 0               | -                  | -                  | -                  | -           | -           | -           | 26     | 0      |
| 1996-1997            | Arsenal              | PL                   | 30         | 2          | FACup+CdL       | 3+1             | 0               | CU                 | 2                  | 0                  | -           | -           | -           | 36     | 2      |
| 1997-1998            | Arsenal              | PL                   | 34         | 5          | FACup+CdL       | 7+4             | 1+0             | CU                 | 2                  | 0                  | -           | -           | -           | 47     | 6      |
| 1998-1999            | Arsenal              | PL                   | 35         | 6          | FACup+CdL       | 7+0             | 0               | UCL                | 4                  | 0                  | CS          | 1           | 0           | 47     | 6      |
| 1999-2000            | Arsenal              | PL                   | 30         | 1          | FACup+CdL       | 1+2             | 0               | UCL+CU             | 4+7                | 0+3                | CS          | 1           | 1           | 45     | 5      |
| 2000-2001            | Arsenal              | PL                   | 33         | 4          | FACup+CdL       | 4+0             | 0               | UCL                | 10                 | 2                  | -           | -           | -           | 47     | 6      |
| 2001-2002            | Arsenal              | PL                   | 27         | 0          | FACup+CdL       | 4+1             | 2+0             | UCL                | 8                  | 0                  | -           | -           | -           | 40     | 2      |
| 2002-2003            | Arsenal              | PL                   | 19         | 0          | FACup+CdL       | 6+0             | 0+0             | UCL                | 2                  | 0                  | CS          | 1           | 0           | 28     | 0      |
| 2003-2004            | Arsenal              | PL                   | 25         | 0          | FACup+CdL       | 3+3             | 0               | UCL                | 5                  | 0                  | CS          | 1           | 0           | 37     | 0      |
| Totale Arsenal       | Totale Arsenal       | Totale Arsenal       | 339        | 22         |                 | 70              | 4               |                    | 52                 | 5                  |             | 5           | 1           | 466    | 32     |
| 2004-2005            | Middlesbrough        | PL                   | 33         | 0          | FACup+CdL       | 2+0             | 0               | CU                 | 6                  | 0                  | -           | -           | -           | 41     | 0      |
| 2005-2006            | Middlesbrough        | PL                   | 13         | 0          | FACup+CdL       | 2+0             | 0               | CU                 | 4                  | 0                  | -           | -           | -           | 19     | 0      |
| Totale Middlesbrough | Totale Middlesbrough | Totale Middlesbrough | 46         | 0          |                 | 4               | 0               |                    | 10                 | 0                  |             | -           | -           | 60     | 0      |
| 2006-2007            | Hull City            | FLC                  | 15         | 0          | FACup+CdL       | 0+0             | 0               | -                  | -                  | -                  | -           | -           | -           | 15     | 0      |
| 2012-2013            | Wembley              | CCfl                 | -          | -          | FACup+CdL       | 1+0             | 0               | -                  | -                  | -                  | -           | -           | -           | 1      | 0      |
| Totale carriera      | Totale carriera      | Totale carriera      | 400        | 22         |                 | 75              | 4               |                    | 62                 | 5                  |             | 5           | 1           | 542    | 32     |

### Cronologia presenze e reti in nazionale
| Cronologia completa delle presenze e delle reti in nazionale ― Inghilterra | Cronologia completa delle presenze e delle reti in nazionale ― Inghilterra | Cronologia completa delle presenze e delle reti in nazionale ― Inghilterra | Cronologia completa delle presenze e delle reti in nazionale ― Inghilterra | Cronologia completa delle presenze e delle reti in nazionale ― Inghilterra | Cronologia completa delle presenze e delle reti in nazionale ― Inghilterra | Cronologia completa delle presenze e delle reti in nazionale ― Inghilterra | Cronologia completa delle presenze e delle reti in nazionale ― Inghilterra |
| Data                                                                       | Città                                                                      | In casa                                                                    | Risultato                                                                  | Ospiti                                                                     | Competizione                                                               | Reti                                                                       | Note                                                                       |
| -------------------------------------------------------------------------- | -------------------------------------------------------------------------- | -------------------------------------------------------------------------- | -------------------------------------------------------------------------- | -------------------------------------------------------------------------- | -------------------------------------------------------------------------- | -------------------------------------------------------------------------- | -------------------------------------------------------------------------- |
| 27-3-1999                                                                  | Londra                                                                     | Inghilterra                                                                | 3 – 1                                                                      | Polonia                                                                    | Qual. Euro 2000                                                            | -                                                                          | 69’                                                                        |
| 5-6-1999                                                                   | Londra                                                                     | Inghilterra                                                                | 0 – 0                                                                      | Svezia                                                                     | Qual. Euro 2000                                                            | -                                                                          | 75’                                                                        |
| 9-6-1999                                                                   | Sofia                                                                      | Bulgaria                                                                   | 1 – 1                                                                      | Inghilterra                                                                | Qual. Euro 2000                                                            | -                                                                          | 64’                                                                        |
| 4-9-1999                                                                   | Londra                                                                     | Inghilterra                                                                | 6 – 0                                                                      | Lussemburgo                                                                | Qual. Euro 2000                                                            | -                                                                          |                                                                            |
| 17-11-1999                                                                 | Londra                                                                     | Inghilterra                                                                | 0 – 1                                                                      | Scozia                                                                     | Qual. Euro 2000                                                            | -                                                                          | 90’                                                                        |
| 23-2-2000                                                                  | Londra                                                                     | Inghilterra                                                                | 0 – 0                                                                      | Argentina                                                                  | Amichevole                                                                 | -                                                                          | 73’                                                                        |
| 27-5-2000                                                                  | Londra                                                                     | Inghilterra                                                                | 1 – 1                                                                      | Brasile                                                                    | Amichevole                                                                 | -                                                                          | 60’ 90’                                                                    |
| 7-10-2000                                                                  | Londra                                                                     | Inghilterra                                                                | 0 – 1                                                                      | Germania                                                                   | Qual. Mondiali 2002                                                        | -                                                                          | 83’                                                                        |
| 11-10-2000                                                                 | Helsinki                                                                   | Finlandia                                                                  | 0 – 0                                                                      | Inghilterra                                                                | Qual. Mondiali 2002                                                        | -                                                                          |                                                                            |
| 15-11-2000                                                                 | Torino                                                                     | Italia                                                                     | 1 – 0                                                                      | Inghilterra                                                                | Amichevole                                                                 | -                                                                          | 79’                                                                        |
| Totale                                                                     |                                                                            | Presenze                                                                   | 10                                                                         |                                                                            | Reti                                                                       | 0                                                                          |                                                                            |

## Palmarès

### Club

#### Competizioni nazionali
- Coppa d'Inghilterra: 4

Arsenal: 1992-1993, 1997-1998, 2001-2002, 2002-2003
- Coppa di Lega inglese: 1

Arsenal: 1992-1993
- Campionato inglese: 3

Arsenal: 1997-1998, 2001-2002, 2003-2004
- Charity/Community Shield: 4

Arsenal: 1991,1998, 1999, 2002

#### Competizioni internazionali
- Coppa delle Coppe: 1

Arsenal: 1993-1994